# Luis Enrique
Artikeln följer den spanska namnseden; faderns efternamn är Martínez och moderns efternamn García.
Luis Enrique Martínez García, känd under namnet Luis Enrique, född 8 maj 1970 i Gijón, Asturien, är en spansk fotbollstränare och före detta fotbollsspelare som för närvarande är tränare för den franska klubben Paris Saint-Germain. Han var tidigare professionell fotbollsspelare för de spanska lagen Sporting de Gijón, Real Madrid samt FC Barcelona. Han spelade främst som mittfältare under sin aktiva karriär som fotbollsspelare, som sträckte sig från 1989 till 2004 med över 500 spelade klubblagsmatcher och över 100 gjorda mål.
Han spelade för Spaniens landslag under åren 1991–2002, då han bland annat deltog i tre världsmästerskap (1994 i USA, 1998 i Frankrike samt 2002 i Sydkorea/Japan) och ett Europamästerskap (1996 i England). Han deltog vid de olympiska sommarspelen 1992 i Barcelona där laget blev guldmedaljörer i fotboll.
2004 blev Luis Enrique invald till Pelés Fifa 100, en lista över de mest framträdande och bästa spelarna som levde när listan skapades.

## Biografi

### Spelarkarriär
Luis Enrique började sin professionella karriär i Sporting de Gijon, där han tidigare hade spelat ungdoms- och juniorfotboll för laget innan han fick spela med seniorlaget. Han debuterade för Sporting de Gijon i La Liga den 24 september 1989, mot CD Málaga på El Molinón.
Genombrottet kom året därpå under säsongen 1990–91, då han lyckades göra 14 mål som anfallare under styre av tränaren Ciriaco Cano. Luis Enrique var direkt involverad i lagets kvalifikation till Uefacupen 1991/1992 tack vare ett mål i lagets sista match för säsongen, då man mötte Valencia CF på bortaplan i Mestalla. Detta föranledde hans flytt till Real Madrid i utbyte mot 250 miljoner pesetas.

#### Real Madrid CF
Luis Enriques debutår för Real Madrid var inte som förväntat av den unge anfallaren, som under styre av Radomir Antić och Benito Floro fick spela på ovana positioner, bland annat som ytterback och central/defensiv mittfältare, med mer defensiva uppgifter. Kommande säsong blev argentinaren Jorge Valdano tränare för Real Madrid, vars ändringar gjorde att Luis Enrique flyttades ut till höger kant och spelade som yttermittfältare. Ändringen förbättrade Luis Enriques spel och han blev en ordinarie spelare för laget. Säsongen 1994–95 deltog han i en El Clásico-seger mot FC Barcelona som slutade 5–0 för Marängerna, där han gjorde ett av målen, och blev detta år seriesegrare med Real Madrid. Följande säsong befann sig Real Madrid i en sportslig kris som ledde till Luis Enriques avgång från klubben efter att ha misslyckats att nå en överenskommelse om förnyelse av sitt kontrakt med klubben.

#### FC Barcelona
Sommaren 1996 (säsongen 1996–97) började Luis Enrique att spela med den katalanska klubben FC Barcelona under ledning av den engelske tränaren Bobby Robson. Han gjorde 20 mål (17 mål i La Liga) under sin första säsong för klubben och var delaktig i lagets vinster av Supercopa de España (spanska supercupen), Copa del Rey (spanska ligacupen) och Cupvinnarcupen 1996–97
Följande säsong (1997–98) blev återigen en hörnsten i Luis Enriques spelarkarriär då han, under ledning av Louis van Gaal som tränare, fick spela som central mittfältare. Det året slog han sitt poängrekord då han gjorde 18 mål i La Liga, totalt 26 mål i 55 matcher under säsongen som slutade med vinst i La Liga, Copa del Rey och Uefa Super Cup 1997.
Den 16 maj 2004 spelade Luis Enrique sin sista match som professionell fotbollsspelare, mot Racing Santander. Han avslutade sin karriär efter åtta säsonger som Barcelona-spelare. Ledarstaben inkluderade honom i starttruppen och han och fick spela fram till den 59:e spelminuten då han byttes ut av tränaren Frank Rijkaard mot Marc Overmars, och fick ta emot publikens applåder och jubel då han gick mot avbytarbåset. Han hade då spelat i 300 matcher för Barcelona och gjort 108 mål för Blaugrana.
Luis Enrique deltog under sin karriär i 400 ligamatcher och gjorde 102 ligamål, deltog i 66 nationella cupmatcher med 14 gjorda mål, samt 92 internationella klubblagsmatcher med 27 gjorda mål. Totalt deltog han i 558 klubblagsmatcher och gjorde 143 mål under sina 15 säsonger som professionell fotbollsspelare.

### Tränarkarriär
Luis Enrique gjorde succé som tränare för FC Barcelonas B-lag innan han säsongen 2011/2012 bytte arbetsplats till den italienska klubben AS Roma. Luis Enrique stannade i Roma en säsong innan han tog över som tränare i den spanska klubben Celta de Vigo.
I maj 2014 skrev Luis Enrique på ett tvåårigt kontrakt som huvudtränare för sin gamla klubb FC Barcelona för att ersätta Gerardo Martino. Luis Enrique blev den åttonde tränaren för Barcelona som tidigare hade varit lagkapten för laget som spelare. Han och Pep Guardiola har både vunnit trippeln, det vill säga spanska cupen, ligan och ett europeiskt klubbmästerskap, som tränare under deras debutsäsonger.
Den 5 juli 2023 blev Enrique tränare för Paris Saint-Germain. Han skrev på ett tvåårskontrakt med den franska klubben.

## Meriter

### Som spelare
FC Barcelona
- La Liga: 1997/1998, 1998/1999
- Cupvinnarcupen: 1996/1997
- Uefa Supercupen :1997/1998
- Spanska cupen: 1996/1997, 1997/1998
- Spanska supercupen: 1996//1997

### Som tränare
FC Barcelona
- La Liga: 2014/2015, 2015/2016
- Uefa Champions League: 2014/2015
- Spanska cupen: 2014/2015, 2015/2016, 2016/2017
- Spanska supercupen: 2016
- Uefa Super Cup: 2015
- VM för klubblag: 2015

PSG
- Ligue 1: 2023/2024, 2024/2025
- Champions League: 2024/2025
- Franska Cupen: 2023/2024, 2024/2025
- Franska Supercupen: 2023/2024, 2024/2025